# Spaniocercoides watti
Spaniocercoides watti är en bäcksländeart som beskrevs av Mclellan 1984. Spaniocercoides watti ingår i släktet Spaniocercoides och familjen Notonemouridae. Inga underarter finns listade i Catalogue of Life.